# Sarpi (Georgië)
Sarpi (Georgisch: სარფი) is een gedeeld grensdorp in het uiterste zuidwesten van Georgië, gelegen in de autonome republiek Adzjarië. Het dorp valt onder de gemeente Chelvatsjaoeri en ligt 15 kilometer ten zuiden van de Adzjaarse hoofdstad Batoemi aan de Zwarte Zee. Het is de belangrijkste grensovergang tussen Georgië en Turkije.

## Geschiedenis
Aan de Turkse zijde van de grens ligt Sarp dat onder het district Hopa valt. Door het Verdrag van Kars werd Sarpi in 1921 in tweeën gedeeld. De kleine rivier Tiba die door het dorp stroomt werd destijds als grens tussen de nieuwe Georgische Socialistische Sovjetrepubliek en Turkije bepaald. 

## Demografie
Met de volkstelling van 2014 werden 826 inwoners vastgesteld. De bevolking bestaat vrijwel geheel uit Georgiërs, die zich als Laz identificeren, een Kaukasische bevolkingsgroep die de naam ontleent aan het vroeg-Georgische Lazica.
| Sarpi                                                            | 254 | - | - | - | - | 858 | 826 |
| Verantwoording data: Bevolkingsstatistiek Georgië 1897 tot heden |     |   |   |   |   |     |     |

## Vervoer en grensovergang
Sarpi is de belangrijkste Georgisch-Turkse grensovergang en ligt in de Europese E70. Het is het eindpunt van de nationale hoofdroute S2, de belangrijkste route via Batoemi tussen hoofdstad Tbilisi en Turkije. De grensovergang was in 2023 met 1,45 miljoen inkomende internationale reizigers goed voor 23,5% van al het buitenlandse grensverkeer Georgië in.

## Galerij

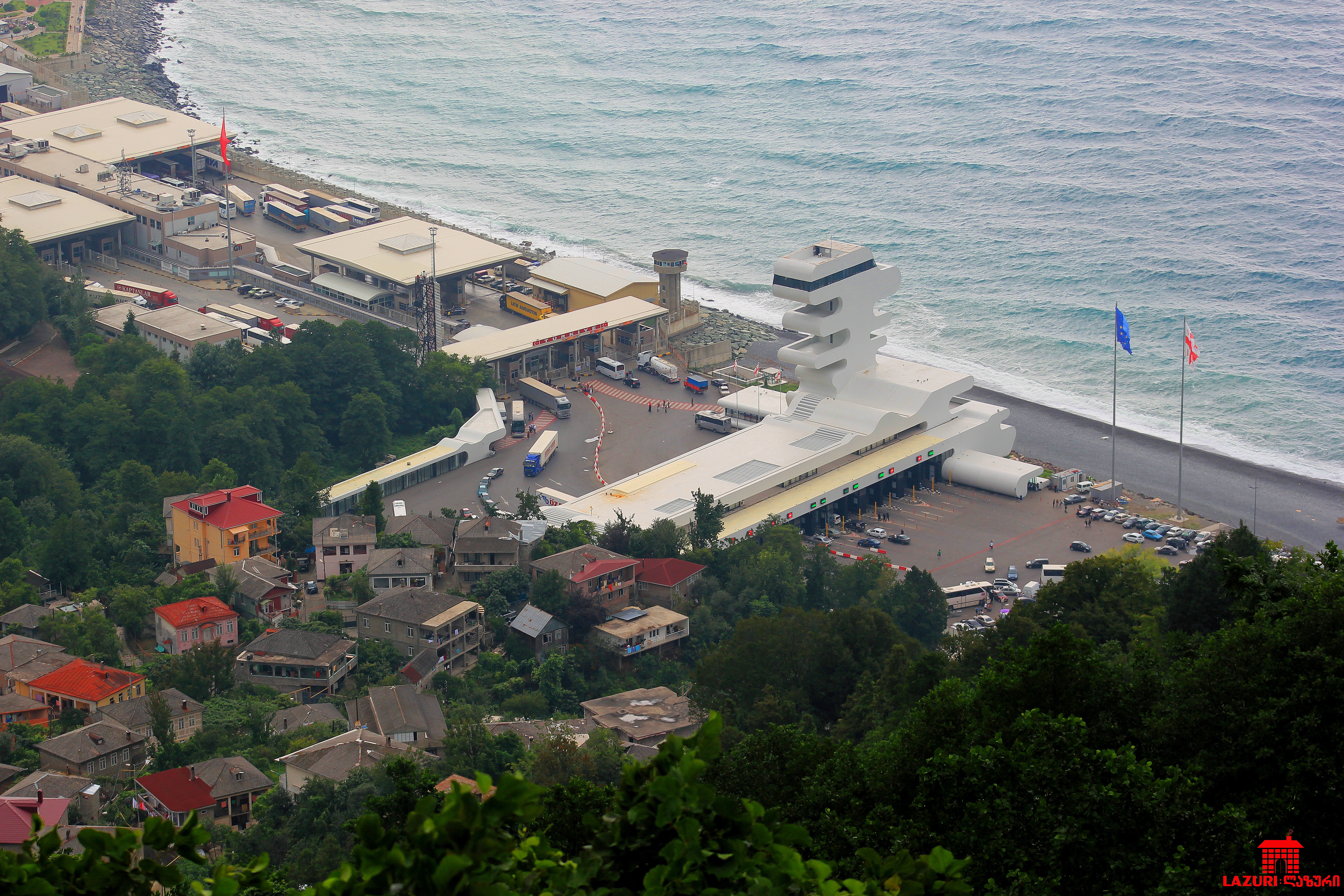
De grenspost
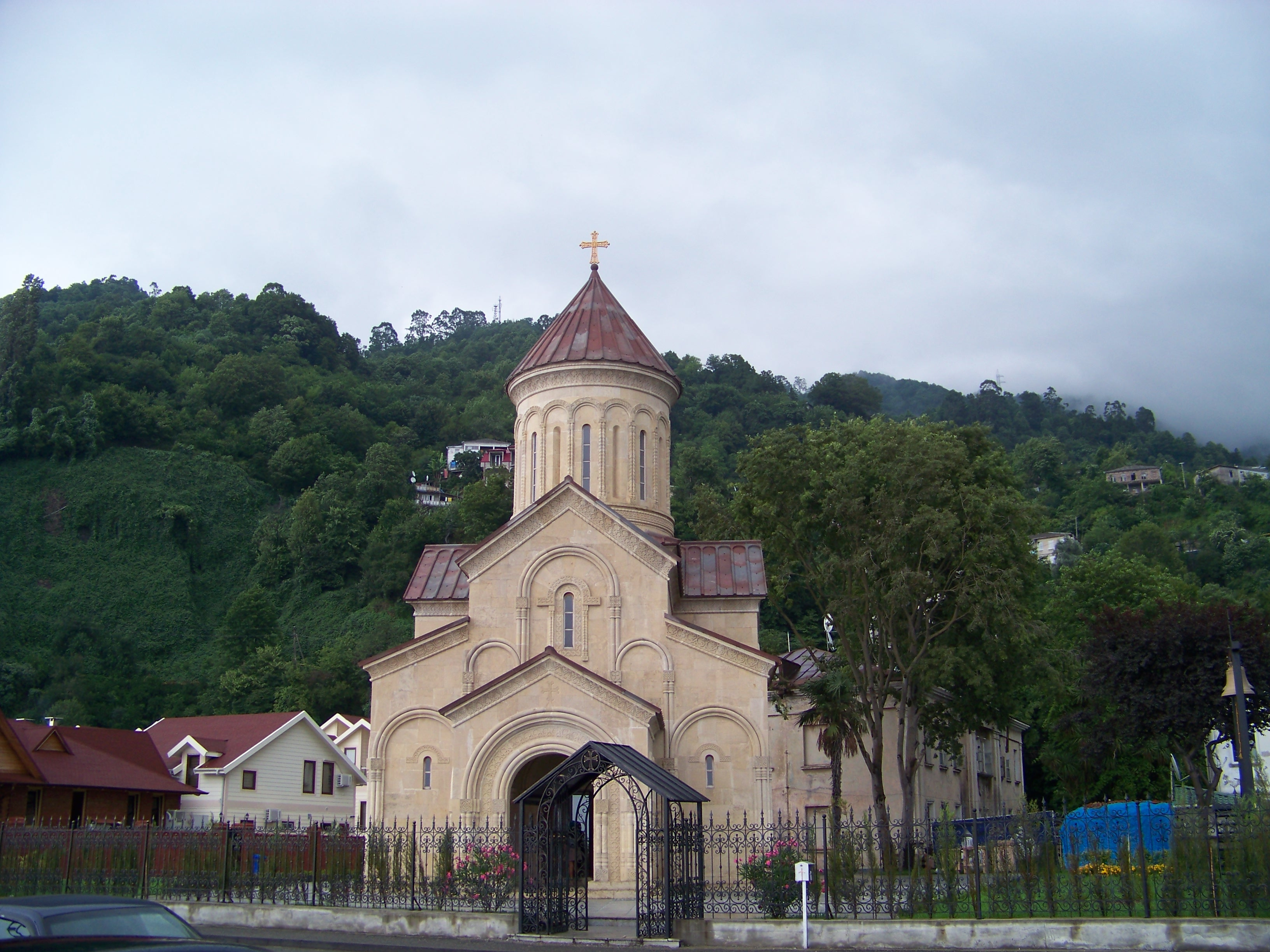
De lokale kerk
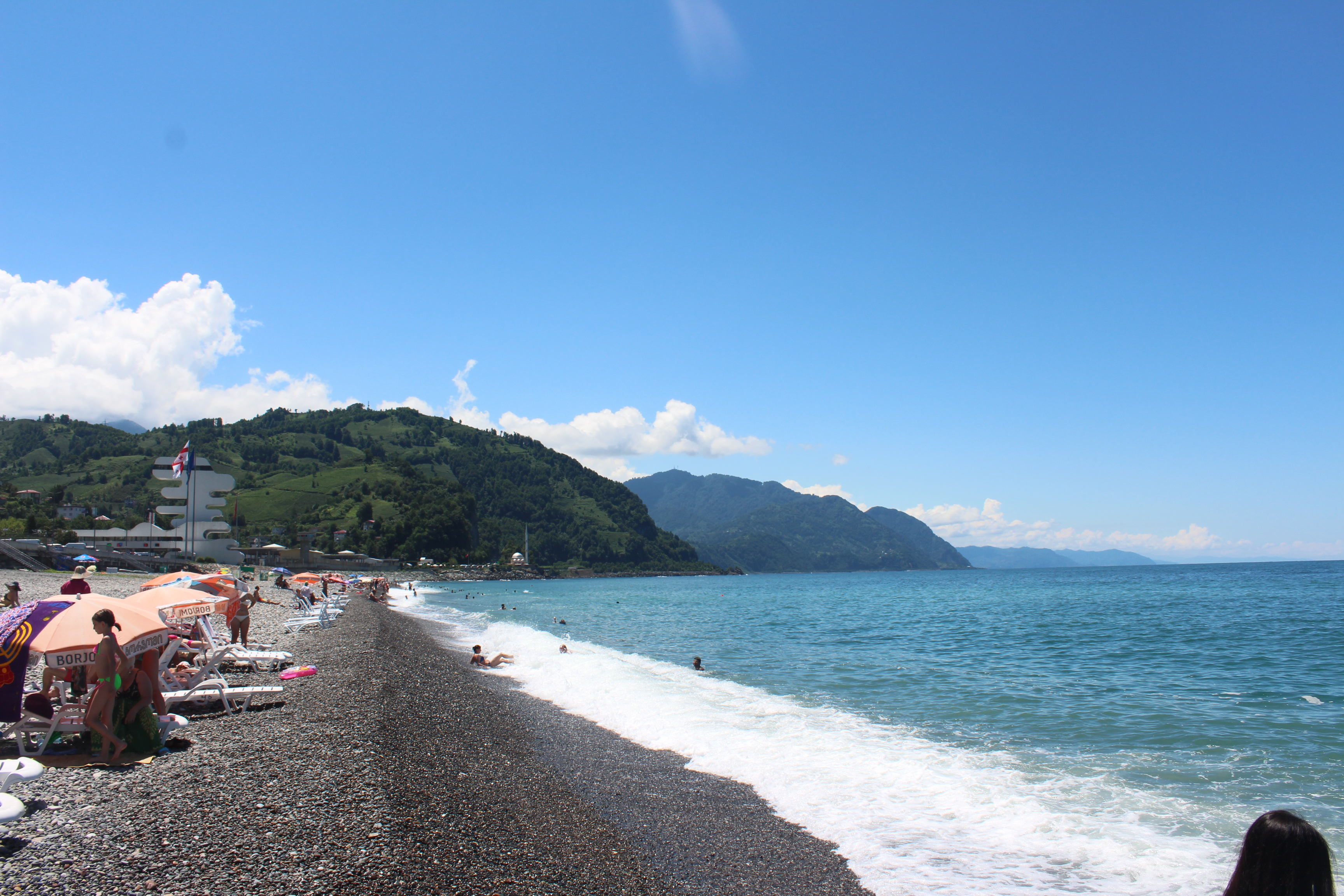
Het strand